# Halobisium orientale
Halobisium orientale är en spindeldjursart som först beskrevs av Vladimir V. Redikorzev 1918.  Halobisium orientale ingår i släktet Halobisium och familjen helplåtklokrypare.

## Underarter
Arten delas in i följande underarter:
- H. o. japonicum
- H. o. orientale